# Lucas Almeida (dublador)
Lucas Almeida é um ator, dublador e diretor de dublagem brasileiro. Ele é mais conhecido por ter feito a voz de Eren Jaeger, protagonista do anime Shingeki no Kyojin, pelo qual venceu o Crunchyroll Anime Awards de 2021 por Melhor Dublador.

## Carreira
Almeida começou na dublagem em 2016, fazendo pequenas pontas esparsamente, ganhando cada vez mais espaço dentro da dublagem. Conseguiu um teste para o personagem Simbad, protagonista de Magi: Adventures of Simbad, que ajudou sua carreira a decolar. Fez cursos na Unidub e na Dubrasil, além de teatro.
Em 2021 e 2022, foi indicado ao Prêmio Cubo de Ouro por Melhor Dublagem Geek do Ano por seu trabalho no anime Shingeki no Kyojin. Também em 2022, participou da convenção de animes brasileira Anime Summit, em Brasília.
Em 2023, foi o responsável pela direção de dublagem do longa-metragem animado Suzume, de Makoto Shinkai. No mesmo ano, foi indicado ao Anime Awards Brasil na categoria Melhor Performance em Dublagem Brasileira, por seu trabalho como Kiyotaka Ayanokōji em Classroom of the Elite.
Fora suas dublagens feitas de forma profissional, Lucas também é dono de um canal no YouTube chamado de DublandoCoisas, onde faz conteúdo sobre jogos eletrônicos e dublagem, sua profissão, conseguindo atingir cerca de 800 mil inscritos.
Já participou de inúmeros eventos pelo Brasil, como o Imagineland, Anime Friends e o Anime Summit.

## Papéis em dublagem
- Eren Jaeger – Shingeki no Kyojin[16]
- Serizawa – Suzume[17]
- Raki – Claymore
- Simbad – Magi: Adventures of Simbad[5]
- Venocto – Yo-kai Watch[5]
- Tamaki - Boku no Hero Academia[8]
- Shinichi Sakamoto – Captain Tsubasa 2018
- Jimmy - Relic Hunters[18]
- Soul - Soul Eater[2]
- Hinata - Haikyu!![2]
- Ayanokoji - Classroom of the Elite[2]
- Eugeo - Sword Art Online: Alicization[2]
- Holden - Silicon Valley[19]

## Direção em dublagem
- Suzume[17]
- Soul Eater[2]
- Haikyu!![2]
- Psycho-Pass[2]
- Goblin Slayer[2]

## Prêmios
| Ano  | Premiação                | Categoria                                 | Papel                                        | Resultado |
| ---- | ------------------------ | ----------------------------------------- | -------------------------------------------- | --------- |
| 2021 | Crunchyroll Anime Awards | Melhor Dublador                           | Eren Jaeger, em Shingeki no Kyojin           | Venceu    |
| 2021 | Cubo de Ouro             | Melhor Dublagem Geek do Ano               | Eren Jaeger, em Shingeki no Kyojin           | Indicado  |
| 2022 | Cubo de Ouro             | Melhor Dublagem Geek do Ano               | Eren Jaeger, em Shingeki no Kyojin           | Indicado  |
| 2023 | Anime Awards Brasil      | Melhor Performance em Dublagem Brasileira | Kiyotaka Ayanokōji em Classroom of the Elite | Indicado  |